# Оке Борґ
Оке Борґ (швед. Åke Borg, 18 серпня 1901 — 6 червня 1973) — шведський плавець.
Призер Олімпійських Ігор 1924 року.
Призер Чемпіонату Європи з водних видів спорту 1926, 1927 років.